# Акрон (Алабама)
Акрон (англ. Akron) — місто (англ. town) в США, в окрузі Гейл штату Алабама. Населення — 225 осіб (2020).

## Географія
Акрон розташований за координатами 32°52′46″ пн. ш. 87°44′30″ зх. д. / 32.87944° пн. ш. 87.74167° зх. д. (32.879417, -87.741757).  За даними Бюро перепису населення США в 2010 році місто мало площу 1,79 км², з яких 1,78 км² — суходіл та 0,01 км² — водойми.

## Демографія
Згідно з переписом 2010 року, у місті мешкало 356 осіб у 149 домогосподарствах у складі 87 родин. Густота населення становила 199 осіб/км².  Було 205 помешкань (114/км²).
Расовий склад населення:
| - 86,5 % — чорних або афроамериканців - 13,2 % — білих |

До двох чи більше рас належало 0,3 %. Частка іспаномовних становила 0,3 % від усіх жителів.
За віковим діапазоном населення розподілялося таким чином: 25,3 % — особи молодші 18 років, 62,6 % — особи у віці 18—64 років, 12,1 % — особи у віці 65 років та старші. Медіана віку мешканця становила 42,1 року. На 100 осіб жіночої статі у місті припадало 81,6 чоловіків;  на 100 жінок у віці від 18 років та старших — 79,7 чоловіків також старших 18 років.
Середній дохід на одне домашнє господарство  становив 24 006 доларів США (медіана — 21 667), а середній дохід на одну сім'ю — 28 754 долари (медіана — 23 056). Медіана доходів становила 30 938 доларів для чоловіків та 26 827 доларів для жінок. За межею бідності перебувало 42,0 % осіб, у тому числі 38,3 % дітей у віці до 18 років та 46,2 % осіб у віці 65 років та старших.
Цивільне працевлаштоване населення становило 97 осіб. Основні галузі зайнятості: освіта, охорона здоров'я та соціальна допомога — 36,1 %, виробництво — 20,6 %, роздрібна торгівля — 8,2 %, транспорт — 5,2 %.